# Eruga erratica
Eruga erratica är en stekelart som först beskrevs av André Seyrig 1932.  Eruga erratica ingår i släktet Eruga och familjen brokparasitsteklar. Inga underarter finns listade i Catalogue of Life.